# Andy Barbe
Andre Joseph Barbe, dit Andy Barbe, (né le 27 juillet 1923 à Coniston, dans la province de l'Ontario au Canada - 15 janvier 2004) est un joueur professionnel canadien de hockey sur glace.

## Carrière de joueur
Il commence sa carrière en 1945 avec les Oaks d'Oakland (en) dans la Pacific Coast Hockey League.

## Statistiques de carrière
| Saison      | Équipe                  | Ligue       |     | Saison régulière | Saison régulière | Saison régulière | Saison régulière | Saison régulière |    | Séries éliminatoires | Séries éliminatoires | Séries éliminatoires | Séries éliminatoires | Séries éliminatoires |
| Saison      | Équipe                  | Ligue       | PJ  | B                | A                | Pts              | Pun              | PJ               | B  | A                    | Pts                  | Pun                  |                      |                      |
| 1945-1946   | Oaks d'Oakland (en)     | PCHL        | 40  | 11               | 11               | 22               | 76               | -                | -  | -                    | -                    | -                    |                      |                      |
| 1946-1947   | Monarchs de Los Angeles | PCHL        | 59  | 55               | 39               | 94               | 55               | -                | -  | -                    | -                    | -                    |                      |                      |
| 1947-1948   | Monarchs de Los Angeles | PCHL        | 57  | 42               | 38               | 80               | 95               | -                | -  | -                    | -                    | -                    |                      |                      |
| 1948-1949   | Monarchs de Los Angeles | PCHL        | 70  | 42               | 35               | 77               | 32               | 7                | 5  | 2                    | 7                    | 0                    |                      |                      |
| 1949-1950   | Hornets de Pittsburgh   | LAH         | 64  | 25               | 8                | 33               | 12               | -                | -  | -                    | -                    | -                    |                      |                      |
| 1950-1951   | Hornets de Pittsburgh   | LAH         | 67  | 23               | 28               | 51               | 20               | 13               | 9  | 5                    | 14                   | 0                    |                      |                      |
| 1950-1951   | Maple Leafs de Toronto  | LNH         | 1   | 0                | 0                | 0                | 2                | -                | -  | -                    | -                    | -                    |                      |                      |
| 1951-1952   | Hornets de Pittsburgh   | LAH         | 68  | 22               | 40               | 62               | 16               | 11               | 3  | 6                    | 9                    | 2                    |                      |                      |
| 1252-1953   | Hornets de Pittsburgh   | LAH         | 29  | 14               | 21               | 35               | 4                | 6                | 2  | 3                    | 5                    | 14                   |                      |                      |
| 1953-1954   | Hornets de Pittsburgh   | LAH         | 67  | 25               | 36               | 61               | 8                | 5                | 0  | 1                    | 1                    | 2                    |                      |                      |
| 1954-1955   | Hornets de Pittsburgh   | LAH         | 57  | 19               | 20               | 39               | 10               | 7                | 0  | 2                    | 2                    | 2                    |                      |                      |
| Totaux LAH  | Totaux LAH              | Totaux LAH  | 352 | 128              | 153              | 281              | 190              | 42               | 14 | 17                   | 31                   | 20                   |                      |                      |
| Totaux PCHL | Totaux PCHL             | Totaux PCHL | 226 | 150              | 123              | 273              | 208              | 7                | 5  | 2                    | 7                    | 0                    |                      |                      |